# The Miracle of Flight
The Miracle of Flight, auch Miracle of Flight, ist ein britischer animierter Kurzfilm von Terry Gilliam aus dem Jahr 1974, der im Auftrag des US-amerikanischen Fernsehens entstand.

## Handlung
Der Sprecher gibt an, dass der Mensch seit Anbeginn der Zeit fliegen können wollte. Neben der Beobachtung der Vögel animierte ihn dazu auch das Geräusch einer Boeing 707 am Himmel. Versuche, es den Vögeln gleichzutun, scheiterten. Weder Vogelkostüm noch Teeren und Federn führten zum Flugfähigkeit. Versuchsweise breitgeschlagene Arme, die Flügel imitieren sollten, ließen Menschen nur kurz in der Luft schweben. Ein König rief sogar zahlreiche Wissenschaftler zu sich, die ihm bei der Lösung des Flug-Rätsels helfen sollten. Er stieß sie nacheinander einen hohen Berg hinunter, doch keiner konnte fliegen.
Flüge mit Hilfe von an den Armen angebrachten Vögeln scheiterten an alten Damen, die den Vögeln Futter hinstreuten. Erst im 20. Jahrhundert kam mit der Entdeckung in einer Kleinstadt östlich von Miami der scheinbare Durchbruch: Das Flugticket wurde erfunden und in der Folge zahlreiche weitere Neuerungen, vom Flughafen bis zur Stewardess. Ein Mann checkt für einen Flug ein und begibt sich zum Hangar. Hier wird er, wie es einst der König tat, von einem hohen Berg gestoßen. Nach seinem Aufprall kommentiert der Sprecher, dass die Menschheit es immer noch nicht hinbekommen habe („Nope. Still not got it.“).

## Produktion
The Miracle of Flight gehörte zu einer Reihe von Kurzfilmen, die Terry Gilliam ab 1971 für The Marty Feldman Comedy Machine auf ABC-TV konzipierte. Der Film wurde dabei in der für Gilliam typischen Cut-Out-Animation umgesetzt. Der Film lief unter anderem 1975 als britischer Beitrag auf dem Festival d’Animation Annecy und galt als zu der Zeit längste, auf Basis einer festen Handlung animierte Film Gilliams.

## Kritik
Die zeitgenössische Kritik schrieb, dass die „pythoneske“ Absurdität seines Humors mit seinem Animationsstil hervorragend zusammenwirke und der Film herrlich unangepasst sei. Andere Kritiker schrieben, dass Gilliam im Film einen frechen Blick auf die Versuche des Menschen, zu fliegen, werfe.